# Un amante de cartón
Un amante de cartón es el cuarto álbum de estudio del cantante de rock y pop argentino Roque Narvaja, publicado en 1981. El álbum incluye exitosos sencillos como "Yo quería ser mayor", "Menta y limón" y "A mi cama". 
Además, presenta su versión de Santa Lucía, canción de su autoría que ya había sido un éxito en España, versionada por Miguel Ríos, quien la incluyó en su álbum Rocanrol Bumerang, de 1980.

## Grabación
Un amante de cartón fue grabado entre noviembre y diciembre de 1980 en Sound Studio "N" (Colonia, Alemania) y Eurosonic (Madrid, España) y mezclado en Eurosonic por los ingenieros Günther Kasper y Pepe Loeches. Fue producido por los chilenos Carlos Narea, Tato Gómez y Mario Argandoña.
"Este álbum está dedicado a Hiacho Lezica, con el que formé mi primer grupo, y a John Lennon, en parte culpable de que lo formara", escribió Narvaja en la contratapa del disco. Lezica fue el baterista de La Joven Guardia y murió el 20 de marzo de 1980. El 8 de diciembre de ese mismo año, Lennon era asesinado en Nueva York.

## Lista de canciones
1. Menta y limón (R. Narvaja/C. Narea)
2. A mi cama (Roque Narvaja)
3. Bolero de Raquel (R. Narvaja/C. Narea)
4. Al natural (R. Narvaja/C. Narea)
5. Un amante de cartón (Roque Narvaja)
6. Calla, que sucedió (Roque Narvaja)
7. Yo quería ser mayor (Roque Narvaja)
8. Santa Lucía (Roque Narvaja)
9. Un amigo de verdad (Roque Narvaja)
10. No te rindas, Malena (Roque Narvaja)

## Versiones
- En Argentina se publicó una versión con la misma tapa y el mismo orden de canciones que salió en España.